# 马洛奈
马洛奈（法語：Malaunay，法語發音：[malonɛ]）是法国滨海塞纳省的一个市镇，属于鲁昂区。

## 地理
马洛奈（49°31'34"N, 1°2'25"E）面积9.25 平方千米，位于法国诺曼底大区滨海塞纳省，该省份为法国北部沿海省份，其西部及北部濒大西洋英吉利海峡，东起顺时针与索姆省、瓦兹省、厄尔省和卡爾瓦多斯省接壤。
与马洛奈接壤的市镇（或旧市镇、城区）包括：勒乌尔姆、乌普维尔、蒙维尔、皮西-波维尔、圣让迪卡尔多奈。

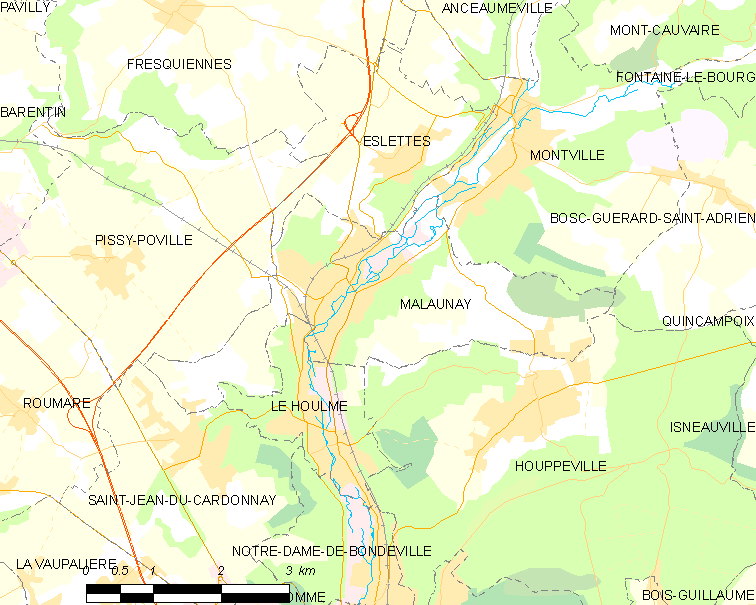
马洛奈的OSM定位图

马洛奈的时区为UTC+01:00、UTC+02:00（夏令时）。

## 行政
马洛奈的邮政编码为76770，INSEE市镇编码为76402。

## 政治
马洛奈所属的省级选区为邦德维尔圣母镇县。

## 人口

1962-2008年间马洛奈人口变化图示

马洛奈于2022年1月1日时的人口数量为6125人。